# Benelli 750 Sei
Benelli 750 Sei je motocykl kategorie nakedbike, vyvinutý firmou Benelli, vyráběný v letech 1974–1977. Jde o první sériově vyráběný šestiválcový motocykl.

## Historie modelu
Řadu šestiválcových motocyklů Benelli Sei zavedl argentinský výrobce sportovních automobilů Alejandro de Tomaso, který značku Benelli koupil v roce 1971. Záměrem bylo vytvořit sportovní motocykl. V roce uvedení na trh se jednalo z hledisku publicity o nejvýznamnější italskou motocyklovou novinku. Motor vycházel ze čtyřválce Honda CB500 s přidáním dvou válců. Na rozdíl od Hondy byl z důvodu snížení šířky motoru umístěn alternátor za válci. Benelli 750 Sei byl jediný vyráběný šestiválec až do uvedení modelu Honda CBX 1000 v roce 1978. Vyrobeno bylo jen něco přes 3000 kusů.

## Technické parametry
- Rám: dvojitý kolébkový
- Suchá hmotnost: 220 kg
- Pohotovostní hmotnost: 241 kg
- Maximální rychlost: 193 km/h
- Spotřeba paliva: 7,9 l/100 km

## Galerie

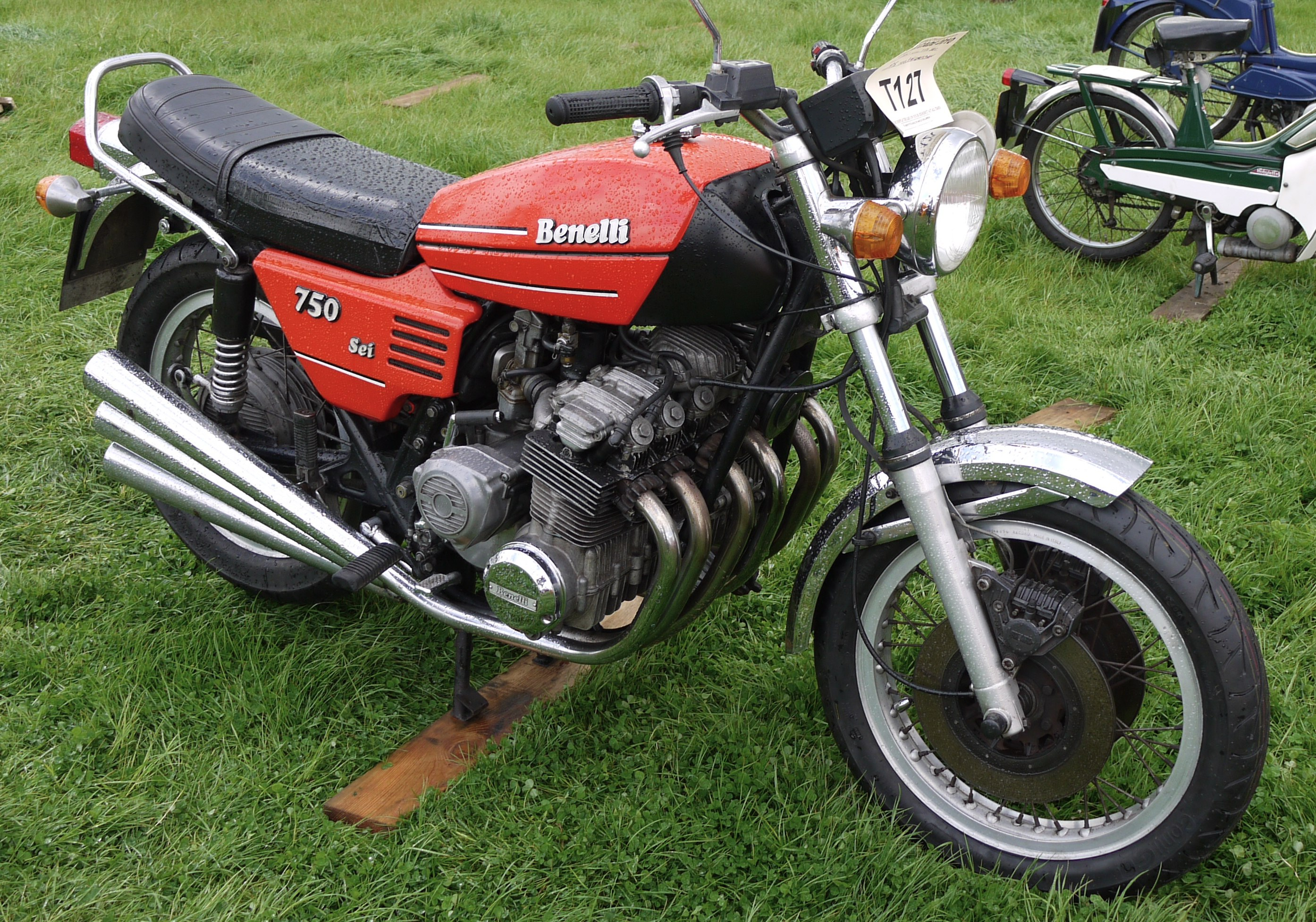
Benelli 750 Sei (1975)
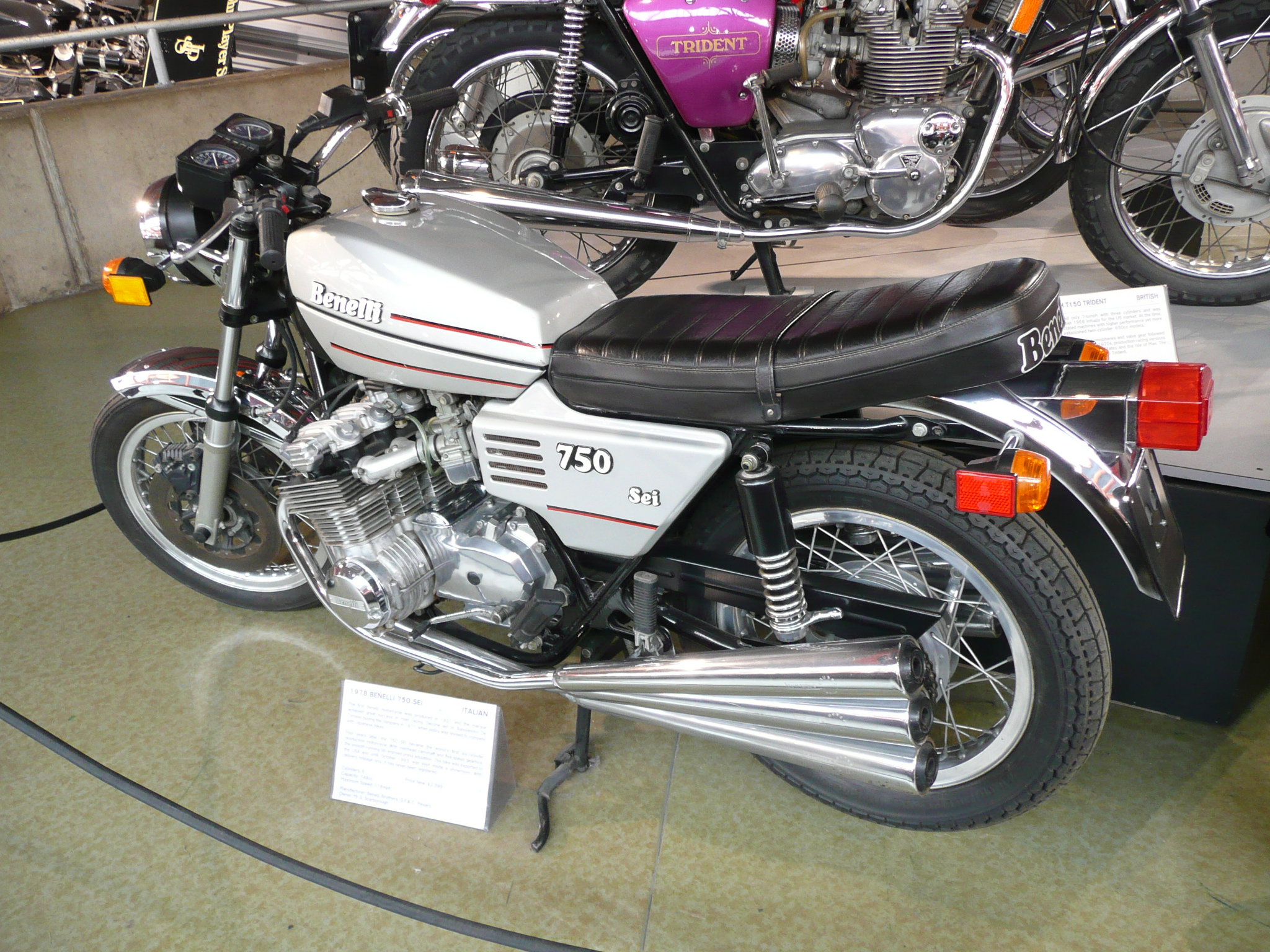
Benelli
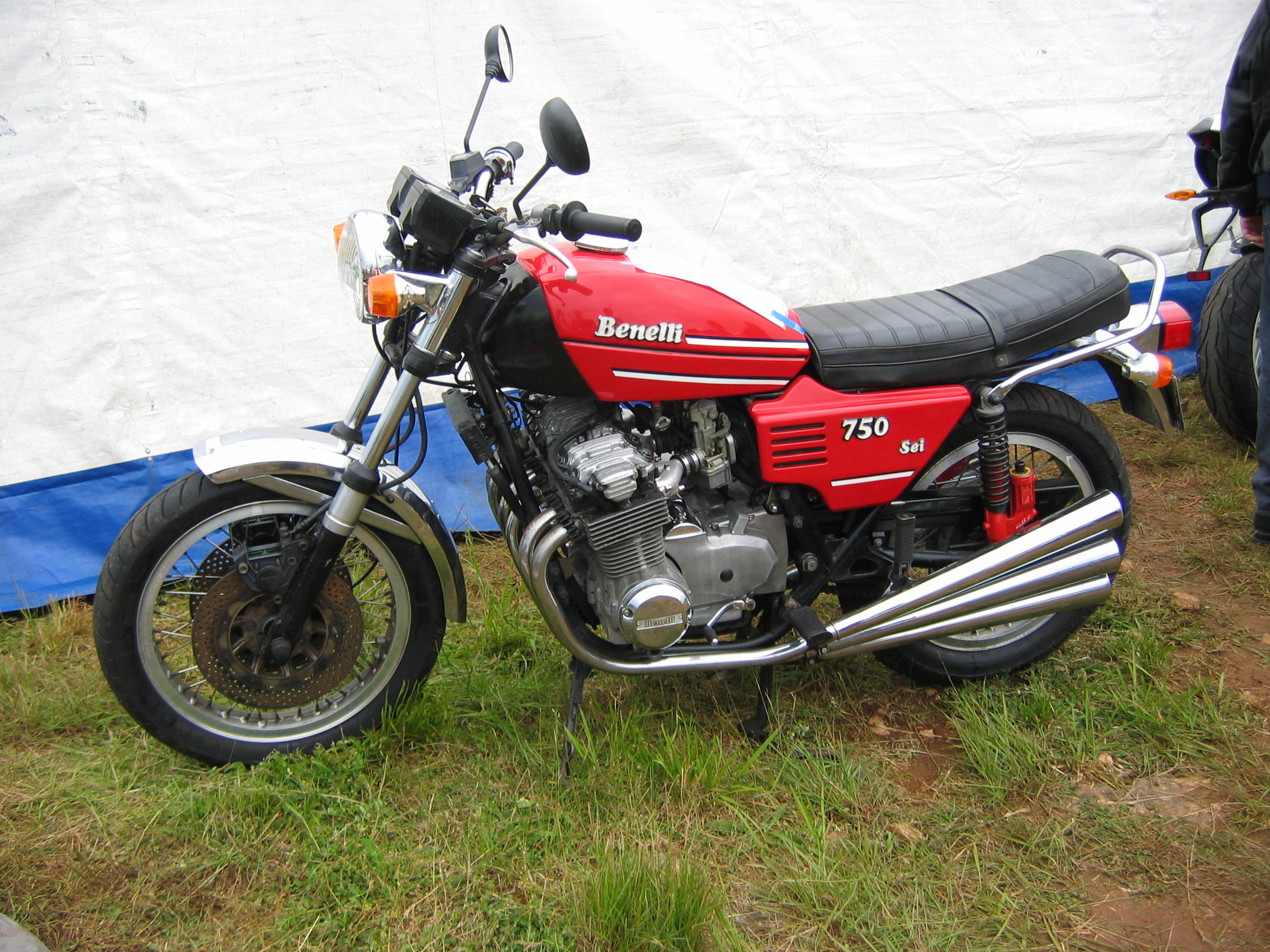
Benelli